# Leitwind
LEITWIND ist eine Marke des weltweit tätigen Unternehmens Leitner S.p.A. Unter der Marke werden Windkraftanlagen mit patentierten, direkt angetriebenen Synchrongeneratoren mit Nennleistungen zwischen 200 kW und 3.000 kW entwickelt, produziert und installiert. Leitner S.p.A. mit Sitz in Sterzing, Südtirol, ist Teil der HTI-Gruppe (High Technology Innovation).

## Die HTI Gruppe
LEITWIND ist Teil der Unternehmensgruppe High Technology Industries (HTI), einem weltweit führenden Unternehmen in den Bereichen Seilbahnen (Leitner, Poma, Bartholet und Agudio), Pistenfahrzeuge, Ketten-Nutzfahrzeuge und Vegetationsmanagement (Prinoth und Jarraff), Beschneiung und Staubbindesysteme (Demaclenko und WLP), digitalisiertes Skigebietsmanagement (Skadii) und Wasserkraft (Troyer).
Die Gruppe beschäftigt derzeit fast 4.300 Mitarbeiter in 20 Produktionsstätten, 84 Tochtergesellschaften und 144 Vertriebs- und Servicestellen weltweit.

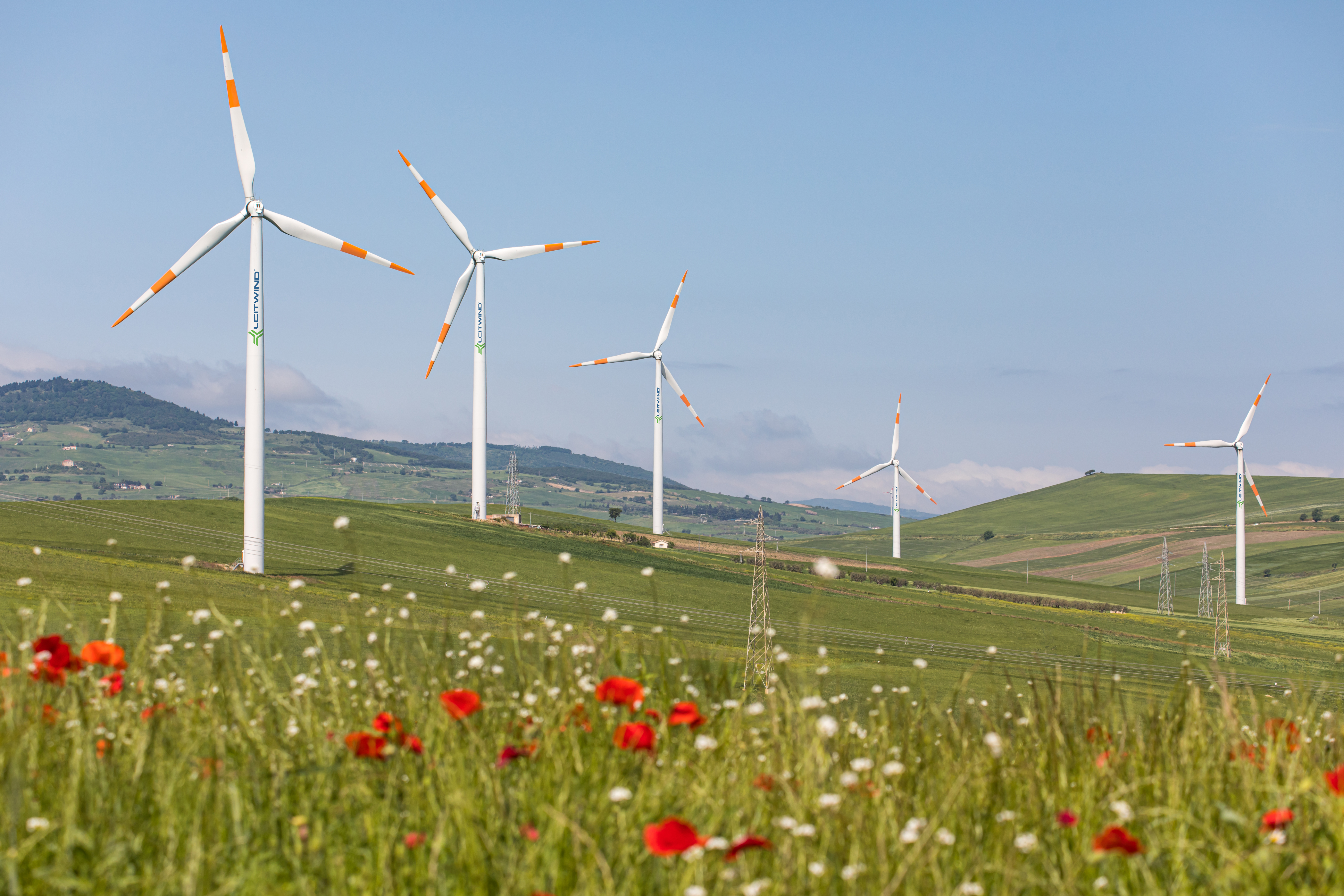
Leitwind-Anlage in Deliceto

## Geschichte
- 2003: Installation des ersten LEITWIND-Turbinen-Prototyps in Mals im Vinschgau, Italien.
- 2007: Errichtung der ersten LTW77 in Salzstiegl, Österreich und in Uthumalai, Indien.
- 2008: Eröffnung der Produktionsstätte in Telfs, Österreich.
- 2009: Installation des ersten LTW80-Modells in Kavarna, Bulgarien und Einweihung der neuen Produktionsanlagen in Chennai, Indien.
- 2010: Installation der ersten 1,8 MW LTW80 in Chettikurichi, Indien.
- 2011: Beginn der Serienproduktion von Blätter in Chennai, Indien.
- 2011: Entwicklung des Prototyps LTW101 mit 3,0 MW.
- 2013: Installation des Prototyps LTW101 3,0 MW in Lelystad, Niederlande.
- 2014/15: Eigene Entwicklung des LS44-Blatts für den LTW90 und Installation des 1,5-MW-Prototyps LTW90 in Chettikurichi, Indien.
- 2016: Einweihung der neuen POMA LEITWIND Niederlassung in Frankreich und der Produktionsstätten in Gilly-sur-Isère.
- 2018: Installation der ersten 1,0-MW-LTW90 in Vallata, Italien.
- 2019: Installation der neuen 250-kW-Turbine LTW42 in Steinfeld, Deutschland.
- 2020: Eröffnung der Tochtergesellschaft LEITWIND SERVICE in Lacedonia, Avellino, Italien.
- 2021: Entwicklung des neuen Taifunblattes LS39-H und Errichtung des Windparks auf der Insel Guadeloupe.
- 2022: Installation der ersten LTW42 250 kW und 500 kW Turbinen in Italien.

Die Geschichte von LEITWIND begann mit einer Kernkompetenz der HTI-Gruppe: dem Bau von Seilbahnen. Mit der Anwendung des bereits in der Seilbahntechnik eingesetzten Direktantriebsmotors (DirectDrive) auf Windkraftanlagen stieg Leitner unter dem Markennamen LEITWIND in den Bereich der Windkraftanlagen ein.
Die Direktantriebstechnik ist das Herzstück des gesamten Systems und besteht aus der direkten Verbindung zwischen Rotor und Generator, wodurch es ohne Getriebe arbeitet.
Weniger rotierende Teile bei hoher Drehzahl und damit weniger Reibung bedeuten mehr Effizienz und Zuverlässigkeit sowie geringere Wartungskosten. Diese Diversifizierung der Produktion innerhalb der HTI Gruppe ermöglichte 2003 die Installation des Prototyps der ersten LEITWIND-Anlage in Mals, Südtirol [1] und ab 2007 die Serienproduktion von Windenergieanlagen für Onshore-Anlagen.
Heute ist LEITWIND in Italien Marktführer in der Leistungsklasse 200-1.000 kW, betreibt eine internationale Lieferkette mit Produktionsstandorten in Italien, Österreich und Indien und hat weltweit mehr als 400 Windenergieanlagen installiert.
Neben der breiten Produktpalette zeichnet sich LEITWIND durch die Fähigkeit aus, sich auf Kunden- und Marktbedürfnisse einzustellen, mit dem Ziel, immer die effizienteste und zuverlässigste Lösung anzubieten. LEITWIND entwickelt und fertigt nicht nur Windenergieanlagen, sondern bietet mit dem LEITWIND Service, einem Tochterunternehmen der HTI-Gruppe, auch komplette Wartungs- und Kundendienstlösungen mit Vor-Ort- und Fernbetreuung, H/24-Überwachung und Ersatzteilmanagement an.

## Produkte
Das Portfolio von LEITWIND umfasst eine breite Vielfalt an Produkten, die mit dem Ziel entwickelt wurden, den komplexesten Anforderungen gerecht zu werden:

### Anlagetypen
(die Zahl nach „LTW“ gibt den Rotordurchmesser in Metern an)
- LTW42 – 250 / 500 kW
- LTW80 – 500 / 800 / 850 / 1.000 / 1.500 / 1.650 / 1.800 kW
- LTW90 –  500 / 900 / 950 / 1.000 / 1.500 / 2.000 kW

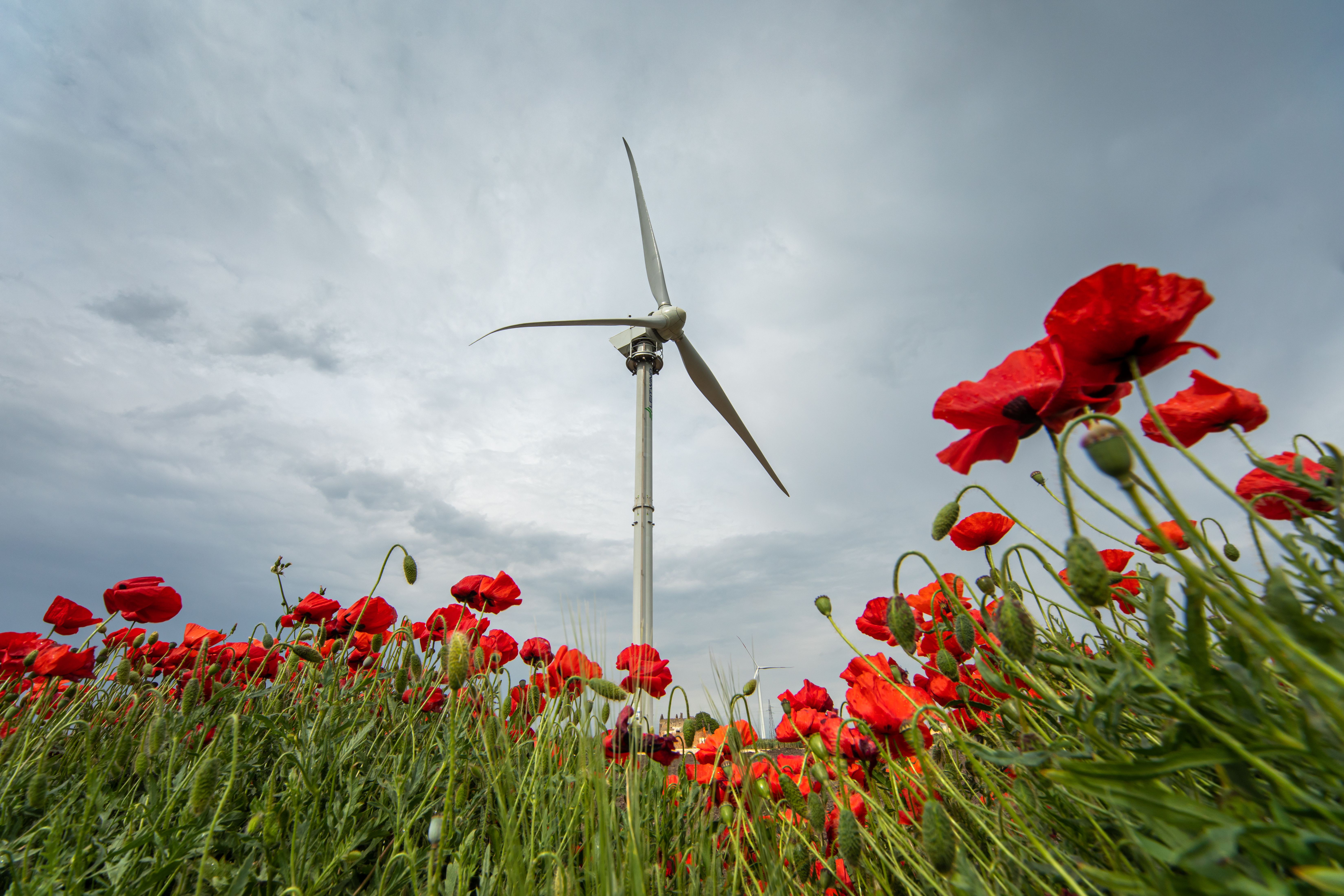
LTW42 250 kW Vulganello, Italien

- LTW101 – 2.000 / 2.500 / 3.000 kW

### LTW42 – 250 / 500 kW
EIGENSCHAFTEN
-       Ideal für Gegenden mit geringem Windaufkommen
-       Vereinfachtes Genehmigungsverfahren
-       Kurze Installationszeiten

-       Geringe Sichtauswirkung

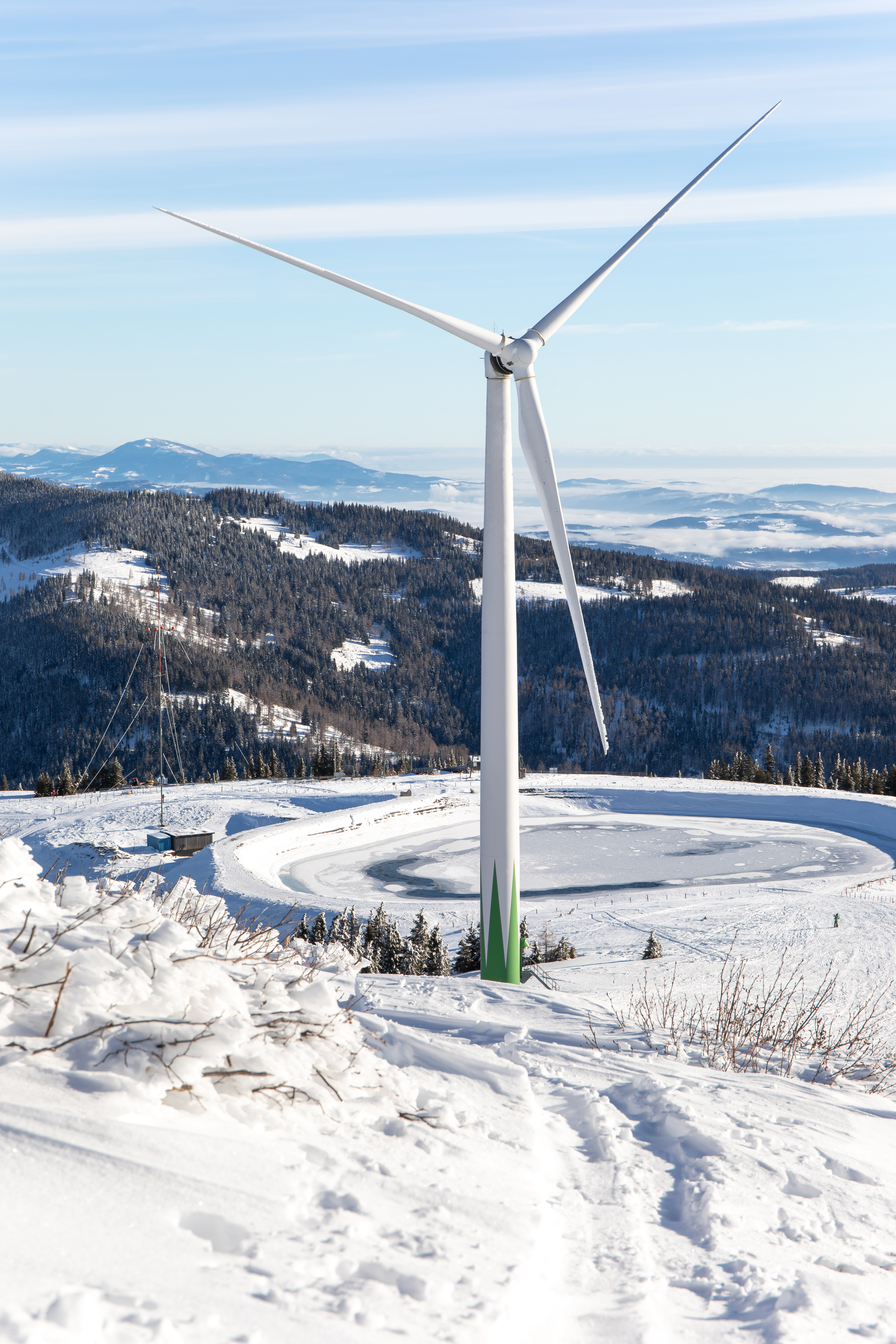
LTW80 1.500 kW Salzstiegl, Österreich

-       Für den Eigenverbrauch geeignet
-       Garantierte durchschnittliche technische Verfügbarkeit von bis zu 97 %

### LTW80 – 500 / 800 / 850 / 1.000 / 1.500 / 1.650 / 1.800 kW
EIGENSCHAFTEN
-       Ideal für Inseln und Gegenden mit hohem Windaufkommen
-       Hervorragende Leistungen auch bei starkem Wind
-       Die weltweit am häufigsten installierte Windkraftanlage von LEITWIND
-       Verfügbar in der Version für Tropical Cyclone Conditions
-       Geeignet für die Einspeisung in Energiegemeinschaften
-       Garantierte durchschnittliche technische Verfügbarkeit von bis zu 97 %

### LTW90 – 500 / 900 / 950 / 1.000 / 1.500 / 2.000 kW
EIGENSCHAFTEN

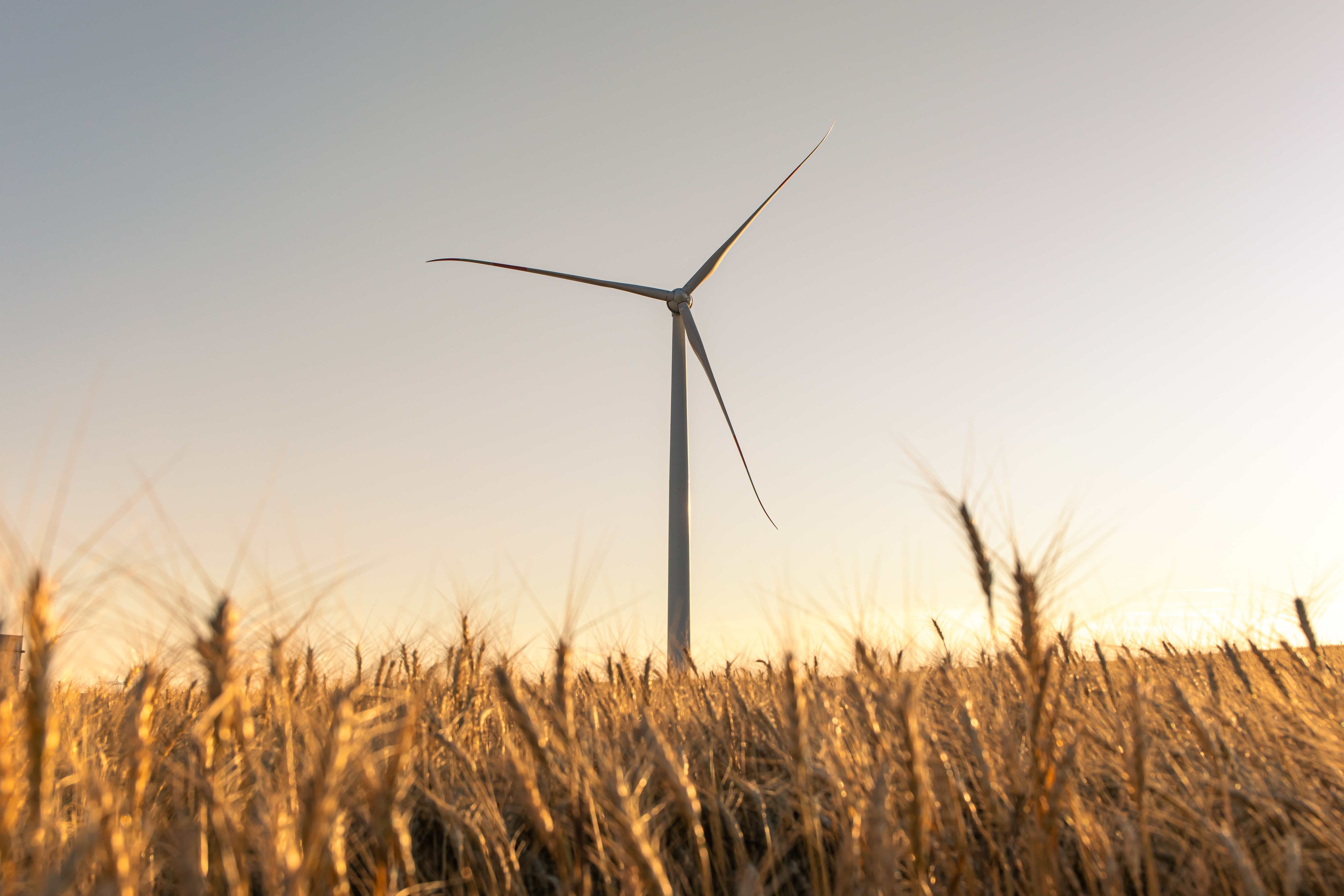
LTW90 Lüleburgaz, Türkei

-       Ideal für Gegenden mit geringem Windaufkommen
-       Hervorragende Leistungen dank des großen Rotordurchmessers
-       Ideal für Monoturbinen-Projekte
-       Geeignet für die Einspeisung in Energiegemeinschaften
-       Garantierte durchschnittliche technische Verfügbarkeit von bis zu 97 %

### LTW101 - 2.000 / 2.500 / 3.000 kW
EIGENSCHAFTEN

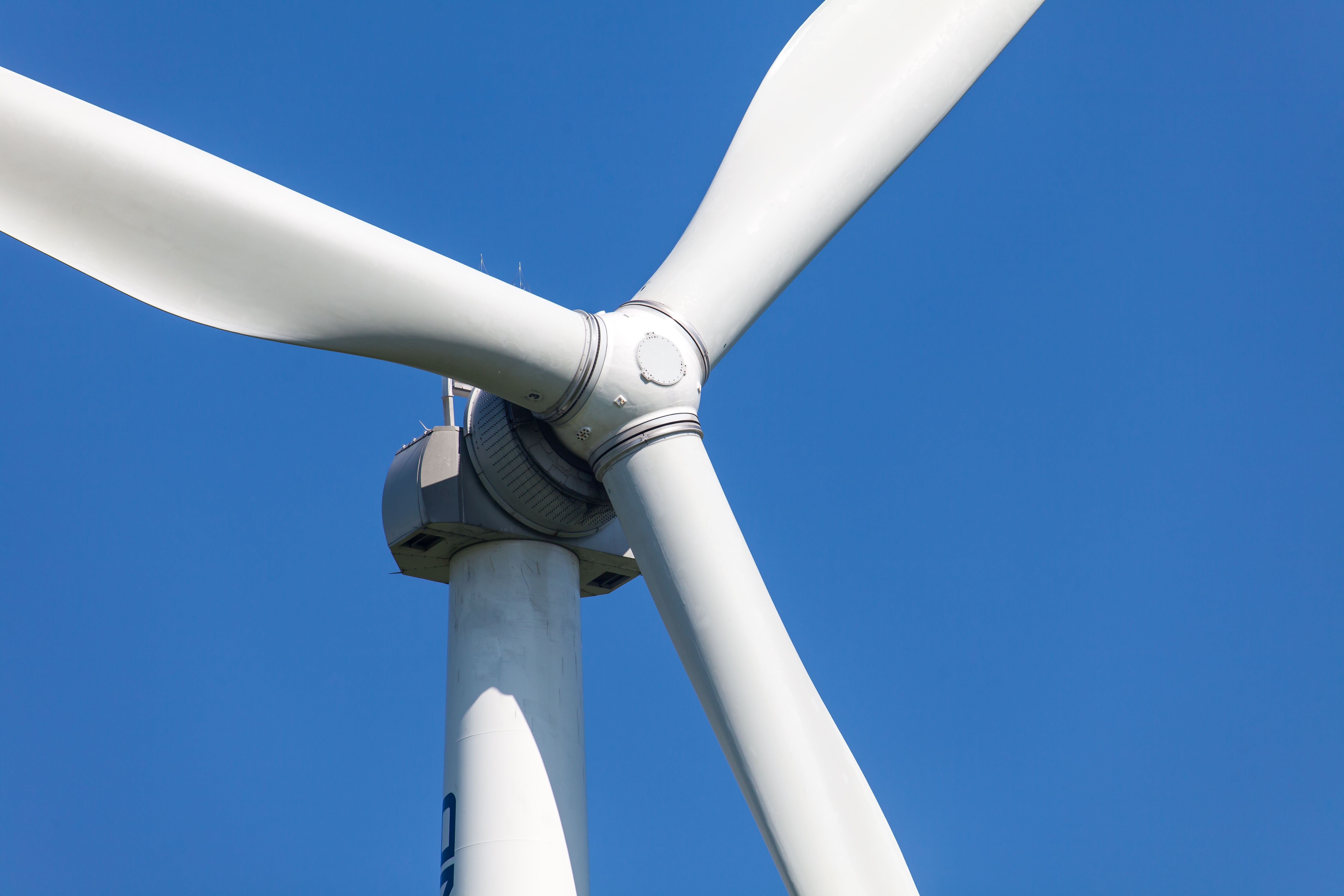
LTW101 3.000 kW, Lelystad, Holland

-       Ideal für Gegenden mit mittlerem Windaufkommen
-       Hervorragende Leistungen dank des großen Rotordurchmessers
-       Ideal für Monoturbinen-Projekte
-       Die größte Windkraftanlage im Portfolio von LEITWIND
-       Garantierte durchschnittliche technische Verfügbarkeit von bis zu 97 %

## Referenzen
Auch die Standorte der zahlreichen Anlagen spiegeln den internationalen Erfolg von LEITWIND wider: Europa, Asien, Amerika - LEITWIND ist weltweit präsent.